# 工藤聖太
工藤 聖太（くどう しょうた、1990年10月21日 - ）はファイナンシャル・プランナー、フリーアナウンサー、札幌テレビ放送 (STV) の元アナウンサー。

## 来歴
神奈川県出身。葛飾区立葛飾中学校、横浜高等学校、東洋大学卒業。大学在学時にはテレビ朝日アスクにも通っていた。
大学卒業後、2013年入社。同期のアナウンサーは小山悠里。2023年12月退社。
2025年現在ファイナンシャル・ジャパン株式会社に所属するファイナンシャル・プランナーと並行してフリーアナウンサーとして活動

## 人物
中学時代まで野球一色の生活を送っていた。横浜高校では監督の渡辺元智からの勧めでマネージャーに転向し、同校硬式野球部のマネージャーとして甲子園出場を果たしている。元北海道日本ハムファイターズの土屋健二は同期、ピッツバーグ・パイレーツの筒香嘉智は1年後輩。

## 担当番組

### テレビ番組
- どさんこワイド朝 - スポーツコーナー担当（2019年4月[8] - ）
- STVニュース（不定期）

### ラジオ番組
- STVアタックナイター → STVファイターズLIVE - 実況（不定期）
- STVニュース（不定期）
- まるごと!エンタメ〜ション
  - ようじのぢかん 5月第2週 (2022年5月9日-2022年5月13日)
  - ようじのぢかん 7月第3週 (2023年7月17日- 7月21日)
- アタックヤング60（2022年12月パーソナリティー）